# Jan van Riebeeck

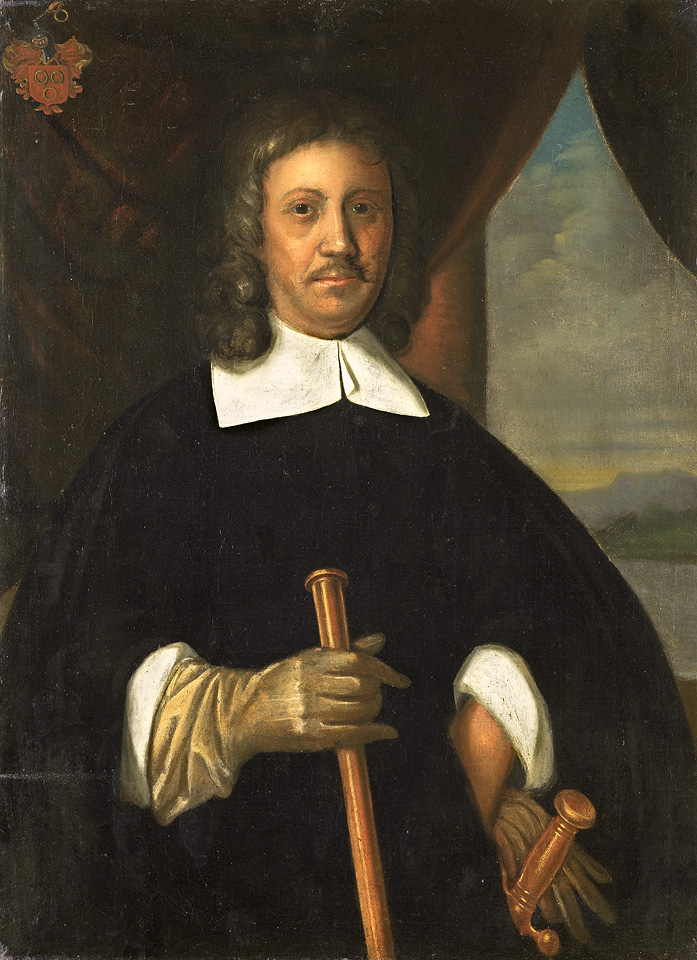
Jan van Riebeeck (um 1660)

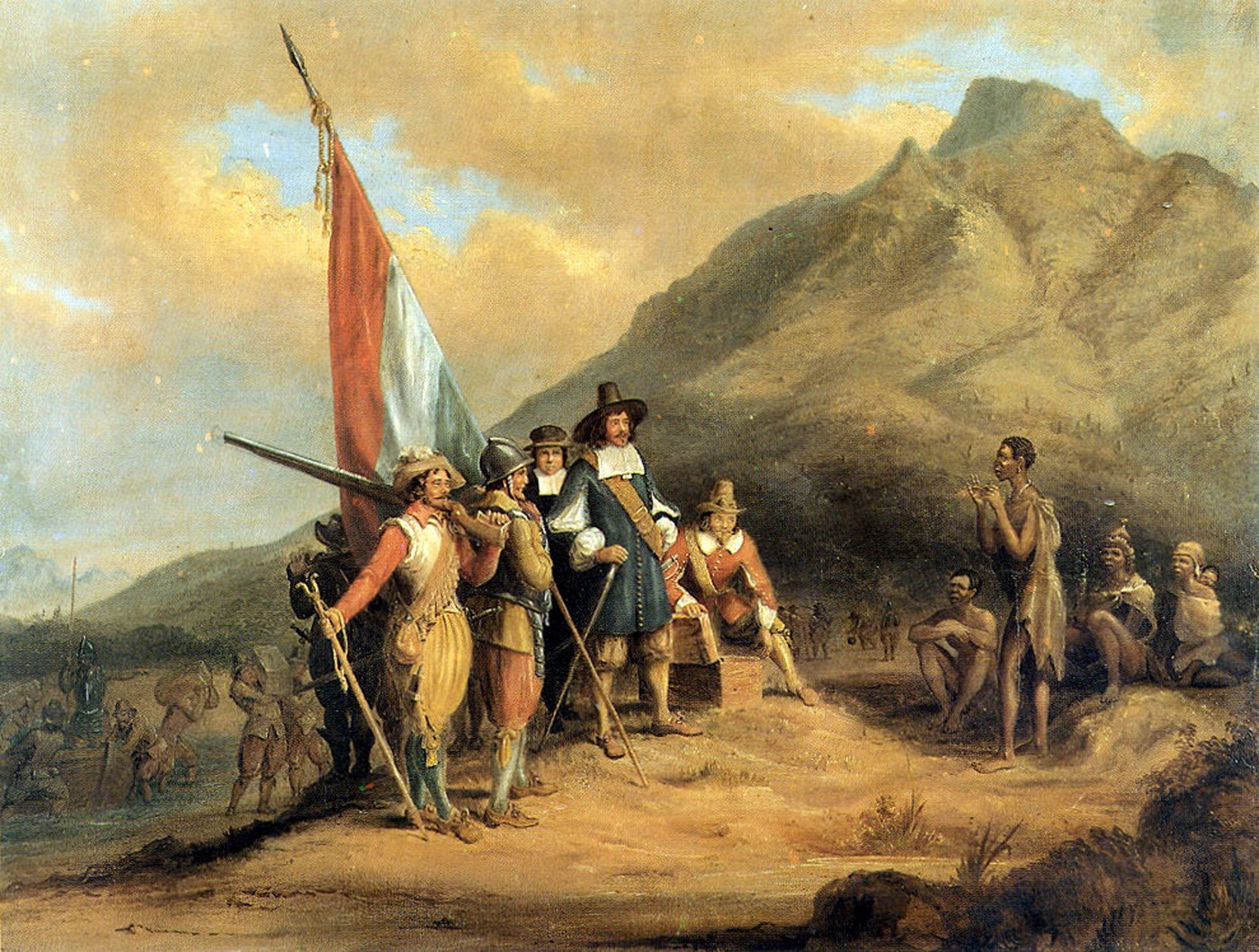
Landung van Riebeecks am Kap, historisierende Darstellung von Charles Davidson Bell (1813–1882)

Jan Anthoniszoon van Riebeeck (afrikaans jɑn ɑnˈtʊə̯nəsʊə̯n fɑnˈribiə̯k, jɑn ɑnˈtʊə̯nəsʊə̯n fɑ̃ˈribiə̯k; * 16. April 1619 in Culemborg, Niederlande; † 18. Januar 1677 in Batavia, heute Jakarta) war niederländischer Schiffsarzt und Kaufmann. Er begründete die Kapkolonie.

## Leben
Van Riebeeck arbeitete zunächst von 1639 bis 1648 als Arzt („chirurgijn“ = Chirurg: in den Niederlanden bis etwa 1800 die Bezeichnung eines Arztes, weil er mangels Spezialisten auch Operationen durchführte) in Ostasien, unter anderem auf Deshima in Japan.
Van Riebeeck war 1651 im Auftrag der Niederländischen Ostindien-Kompanie Leiter einer Expedition nach Südafrika. Die Schiffe erreichten das Kap der Guten Hoffnung und landeten am 6. April 1652 in der Tafelbucht. Van Riebeecks Leute sollten einen Stützpunkt anlegen, um die Versorgung der Handelsschiffe der Handelsgesellschaft mit Lebensmitteln sicherzustellen. Sie bauten das Fort de Goede Hoop am Fuß des Tafelbergs und begannen, Obst und Gemüse anzubauen und mit den Einheimischen zu handeln. In relativ kurzer Zeit entwickelte sich aus dieser Niederlassung, weil sie an einem strategisch wichtigen Punkt lag, die Stadt Kapstadt, die erste dauerhafte Siedlung von Europäern auf südafrikanischem Boden.
Van Riebeeck verwaltete die Kapkolonie bis 1662. Dann ging er zurück nach Niederländisch-Indien, wo er mehrere Ämter innehatte, bis er 1677 starb.
Er entdeckte am 17. Dezember 1652 als erster Europäer einen Kometen von südafrikanischem Boden aus, den Kometen C/1652 Y1.

## Ehrungen
Am 20. November 2002 wurde der Asteroid (9239) van Riebeeck nach ihm benannt. Die südafrikanischen Orte Riebeek Kasteel und Riebeek West erhielten ihren Namen nach ihm.